# Midyat
Midyat (în kurdă Midyad, în siriacă: ܡܕܝܕ Mëḏyaḏ sau Miḏyôyo în dialectul local Turoyo, în arabă مديات) este un oraș din provincia Mardin, Turcia. 

## Monumente
- Mănăstirea Mor Gabriel, sec. al VII-lea

## Clima
| Date climatice pentru Mardin, Midyat             | Date climatice pentru Mardin, Midyat | Date climatice pentru Mardin, Midyat | Date climatice pentru Mardin, Midyat | Date climatice pentru Mardin, Midyat | Date climatice pentru Mardin, Midyat | Date climatice pentru Mardin, Midyat | Date climatice pentru Mardin, Midyat | Date climatice pentru Mardin, Midyat | Date climatice pentru Mardin, Midyat | Date climatice pentru Mardin, Midyat | Date climatice pentru Mardin, Midyat | Date climatice pentru Mardin, Midyat | Date climatice pentru Mardin, Midyat |
| Luna                                             | Ian                                  | Feb                                  | Mar                                  | Apr                                  | Mai                                  | Iun                                  | Iul                                  | Aug                                  | Sep                                  | Oct                                  | Nov                                  | Dec                                  | Anual                                |
| ------------------------------------------------ | ------------------------------------ | ------------------------------------ | ------------------------------------ | ------------------------------------ | ------------------------------------ | ------------------------------------ | ------------------------------------ | ------------------------------------ | ------------------------------------ | ------------------------------------ | ------------------------------------ | ------------------------------------ | ------------------------------------ |
| Maxima medie °C (°F)                             | 6.1 (43)                             | 7.5 (45,5)                           | 12.0 (53,6)                          | 17.7 (63,9)                          | 24.2 (75,6)                          | 30.9 (87,6)                          | 35.3 (95,5)                          | 34.9 (94,8)                          | 30.4 (86,7)                          | 23.1 (73,6)                          | 14.4 (57,9)                          | 8.2 (46,8)                           | 20,39 (68,71)                        |
| Media zilnică °C (°F)                            | 3.1 (37,6)                           | 4.1 (39,4)                           | 8.2 (46,8)                           | 13.7 (56,7)                          | 19.7 (67,5)                          | 25.8 (78,4)                          | 30.0 (86)                            | 29.6 (85,3)                          | 25.2 (77,4)                          | 18.5 (65,3)                          | 10.7 (51,3)                          | 5.2 (41,4)                           | 16,15 (61,07)                        |
| Minima medie °C (°F)                             | 0.6 (33,1)                           | 1.3 (34,3)                           | 4.7 (40,5)                           | 9.9 (49,8)                           | 15.1 (59,2)                          | 20.2 (68,4)                          | 24.6 (76,3)                          | 24.6 (76,3)                          | 20.6 (69,1)                          | 14.6 (58,3)                          | 7.7 (45,9)                           | 2.7 (36,9)                           | 12,22 (53,99)                        |
| Precipitații mm (inches)                         | 99.8 (3.929)                         | 110.7 (4.358)                        | 94.6 (3.724)                         | 75.5 (2.972)                         | 37.7 (1.484)                         | 8.3 (0.327)                          | 3.3 (0.13)                           | 1.2 (0.047)                          | 4.1 (0.161)                          | 33.3 (1.311)                         | 68.7 (2.705)                         | 104.2 (4.102)                        | 641,4 (25,252)                       |
| Nr. mediu de zile ploioase                       | 10.6                                 | 10.6                                 | 10.7                                 | 9.9                                  | 6.6                                  | 1.7                                  | 0.5                                  | 0.2                                  | 0.7                                  | 5.3                                  | 7.4                                  | 10.2                                 | 74,4                                 |
| Ore însorite                                     | 139.5                                | 142.8                                | 189.1                                | 222                                  | 310                                  | 375                                  | 396.8                                | 368.9                                | 315                                  | 238.7                                | 174                                  | 136.4                                | 3.008,2                              |
| Sursă: Devlet Meteoroloji İșleri Genel Müdürlüğü |                                      |                                      |                                      |                                      |                                      |                                      |                                      |                                      |                                      |                                      |                                      |                                      |                                      |